# 山口県道164号平生港田布施線
山口県道164号平生港田布施線（やまぐちけんどう164ごう ひらおこうたぶせせん）は、山口県熊毛郡田布施町を通る一般県道である。

## 概要
熊毛郡田布施町大字麻郷（おごう）から熊毛郡田布施町大字下田布施に至る。

### 路線データ
- 起点：熊毛郡田布施町大字麻郷（米出交差点、国道188号交点）
- 終点：熊毛郡田布施町大字下田布施（中央南交差点、山口県道163号別府田布施停車場線交点）

## 歴史
- 1958年（昭和33年）10月1日 - 山口県告示第644号の2により認定される。
- 1972年（昭和47年） - 山口県の県道番号再編により現行の路線番号に変更される。

## 地理

### 通過する自治体
- 熊毛郡田布施町

### 交差する道路
| 交差する道路                    | 交差する場所       | 交差する場所        |
| ------------------------------- | ------------------ | ------------------- |
| 国道188号                       | 大字麻郷（おごう） | 米出交差点 / 起点   |
| 山口県道22号光柳井線            | 大字麻郷           |                     |
| 山口県道163号別府田布施停車場線 | 大字下田布施       | 中央南交差点 / 終点 |

### 沿線
- 麻郷郵便局
- 田布施町立麻郷小学校
- 麻郷幼稚園
- 田布施町スポーツセンター
- 田布施町役場